# Hartman van Heldrungen
Hartman ven Heldrungen (? - Akko, 19 augustus 1282) was grootmeester van de Duitse Orde van 1273 tot aan zijn dood in 1282.

## Biografie
Hartman van Heldrungen was een rijksridder afkomstig uit Thüringen. In 1234 werd hij lid van de Duitse Orde samen met zijn Herman. In 1238 werd Van Heldrungen benoemd tot commandeur in Saksen. Hij maakte ook deel van de onderhandelaars die ervoor zorgden dat de Orde van de Zwaardbroeders zich aansloot bij de Duitse Orde. Van Heldrungen wist al snel op te klimmen in de rangen van de Orde dat hij een van de vertrouwelingen van de grootmeester werd. Tussen 1261 en 1266 was hij grootcommandeur in de orde. Toen Hanno van Sangershausen in 1273 overleed werd Van Heldrungen benoemd tot de nieuwe grootmeester.
Tijdens zijn regering was het relatief rustig en Hartman van Heldrungen moedigde de kolonisatie van Pruisen en Litouwen aan. Onder zijn regering wist hij ook meer land te verkrijgen in Pommeren. In 1282 overlijdt Hartman van Heldrungen en wordt opgevolgd door Burchard van Schwanden.